# Bulbophyllum johannulii
Bulbophyllum johannulii är en orkidéart som beskrevs av Jaap J. Vermeulen. Bulbophyllum johannulii ingår i släktet Bulbophyllum och familjen orkidéer. Inga underarter finns listade i Catalogue of Life.